# Orguenet
L'orguenet és un instrument musical portàtil inventat a principis del segle xix a Anglaterra. És un instrument que es pot tocar sense entendre de música. Per produir música només cal girar un manubri que fa moure sobre el seu eix un cilindre que conté unes pues de diferents formes i mides que mouen al seu torn uns martellets que percudeixen les cordes de piano que hi ha situades a l'interior d'una caixa fent-les sonar.

Cada rodet solia tenir deu músiques diferents. En els instruments moderns la selecció de la peça s'efectua mitjançant una vareta amb mosses. Cadascuna correspon a una partitura. Per la seva facilitat d'ús, va ser un instrument popular que va conviure amb el piano i fins i tot amb els gramòfons, els va substituir en les festes populars.

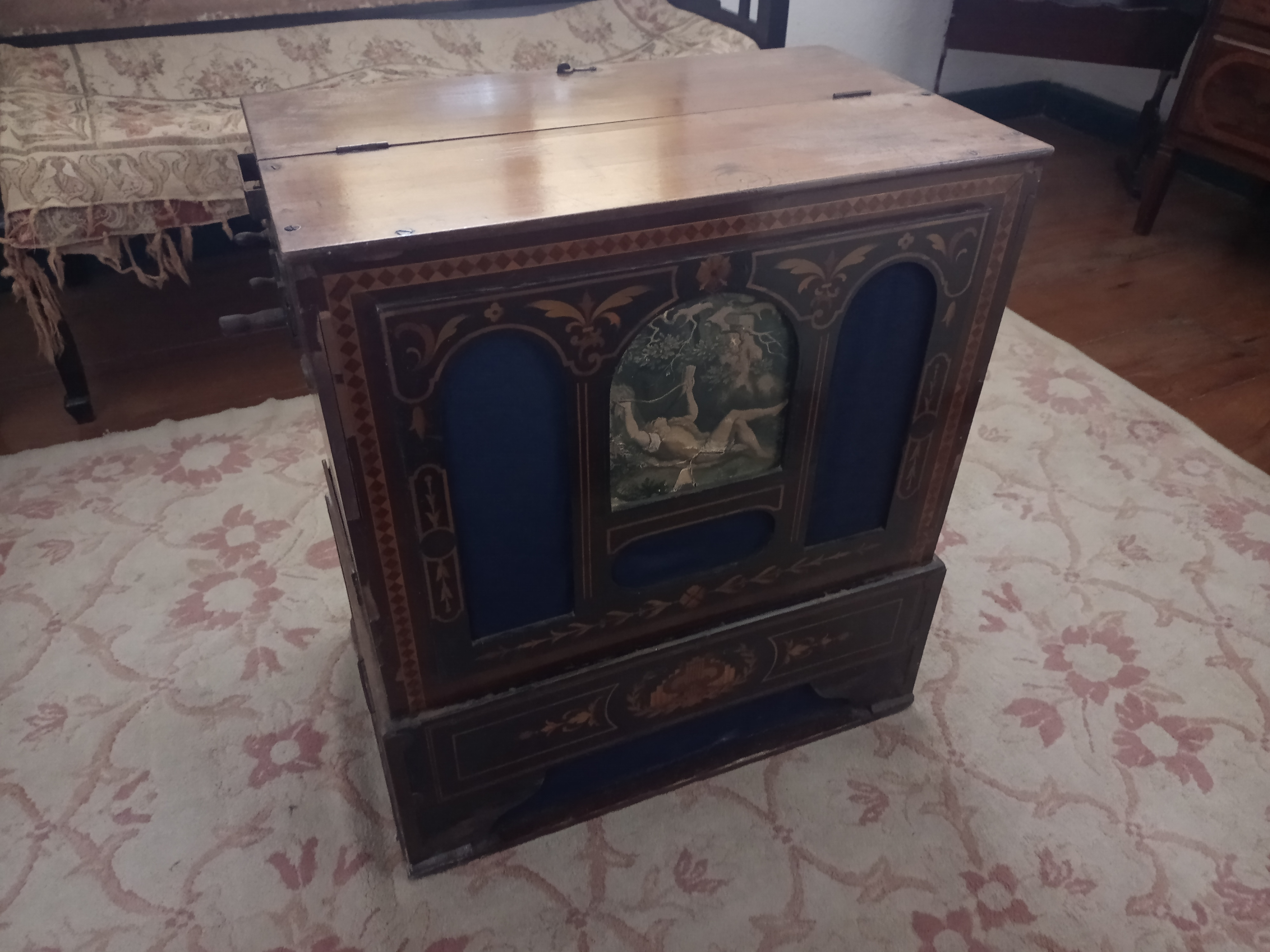
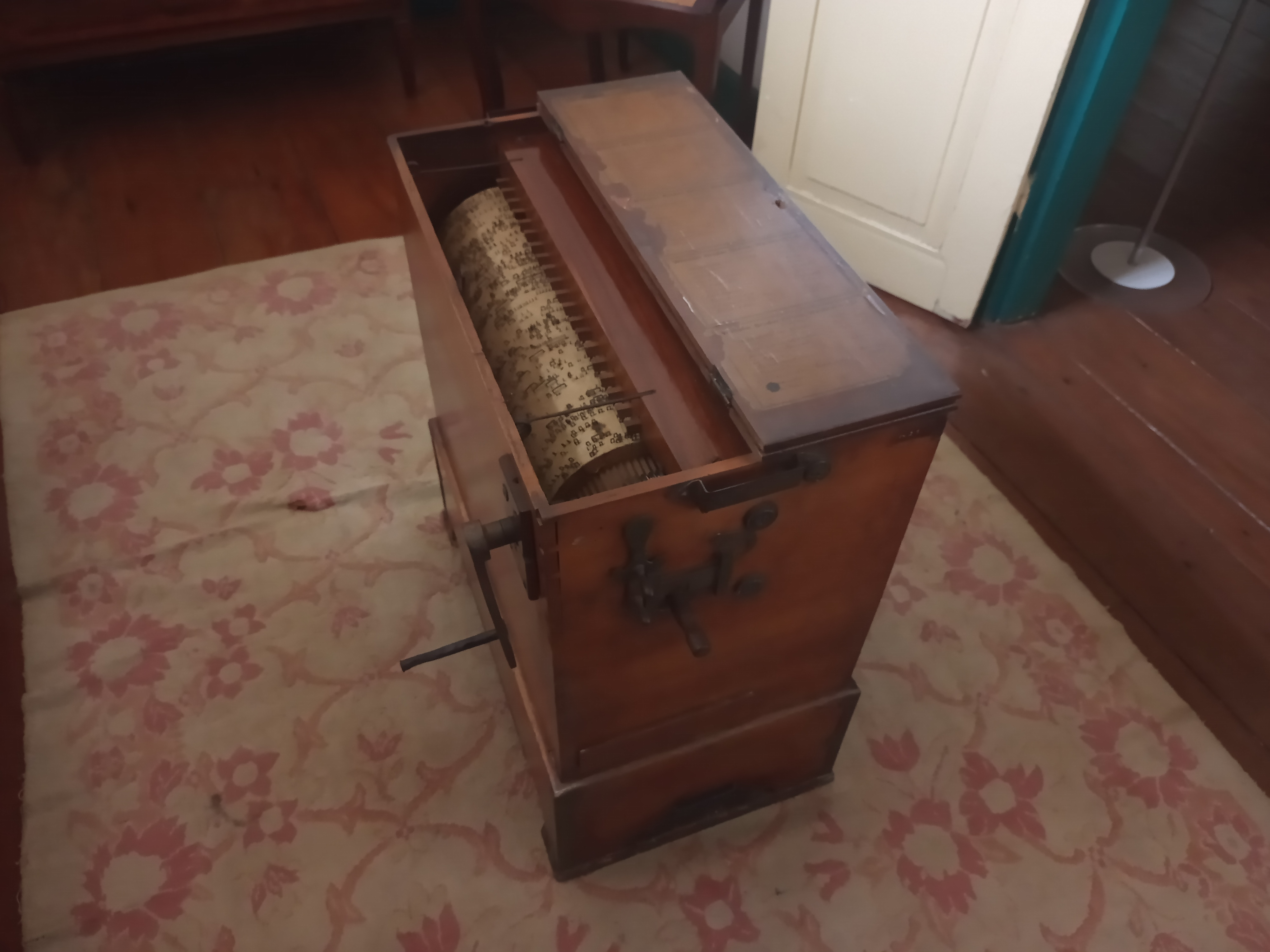
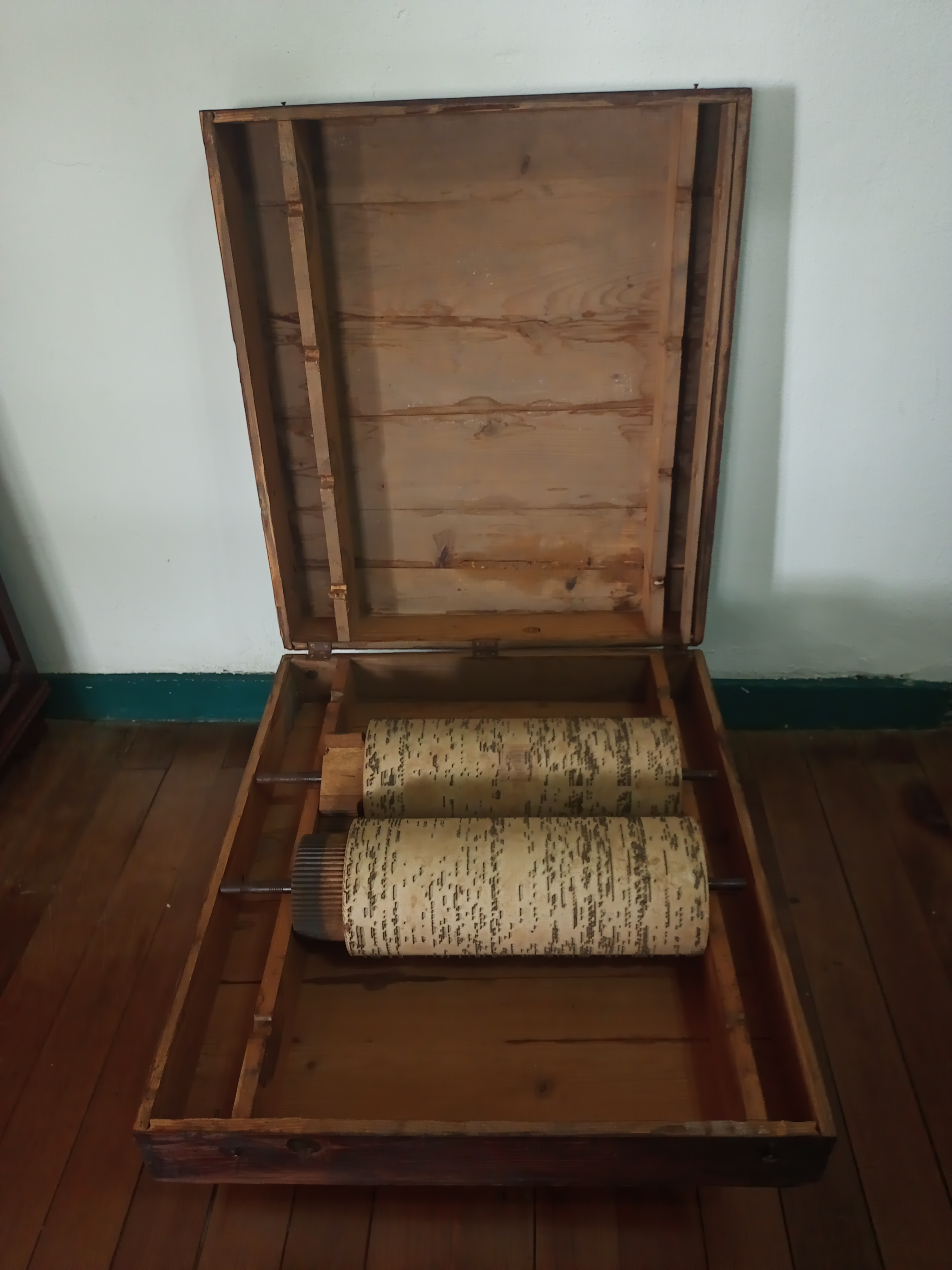
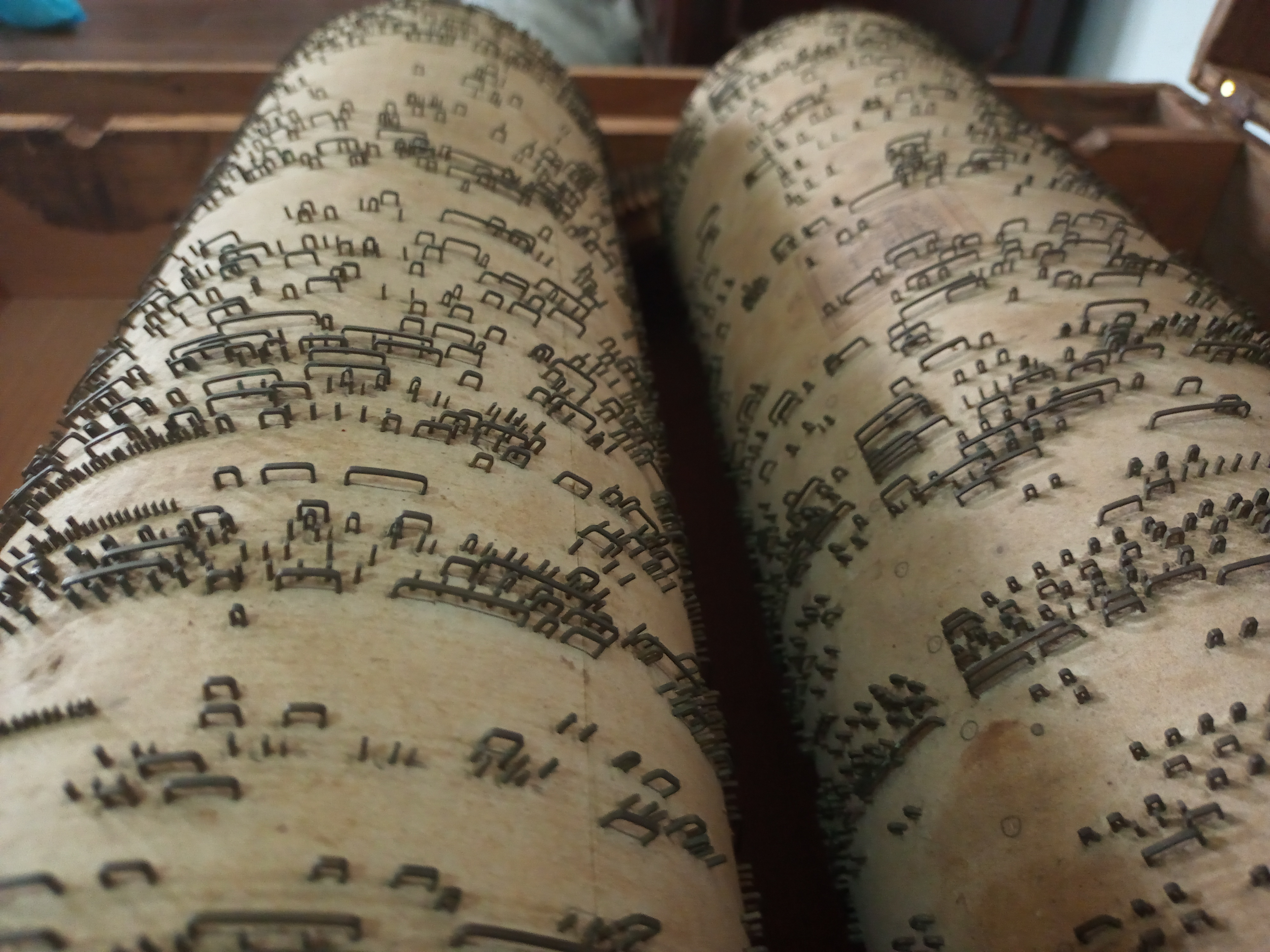